# Bas (sangstemme)
 Denne artikel omhandler den menneskelige sangstemme. For andre betydninger af bas, se Bas.
Basstemme er den dybeste af de fire menneskelige stemmearter (sopran, alt, tenor og bas), altså den dybeste mandsstemme. Man skelner mellem den dybe bas (basso profondo) og den høje bas (basbaryton). Bassens omfang er i det mindste fra (store) F til (enstrøgne) f’; den dybe bas når dog ofte langt dybere, til (kontra) B og derunder, mens højden sjældent når op over (enstrøgne) fis’ eller g’. Såvel i mandskor som i blandet kor er det bassen, der danner underlaget for de øvrige stemmer; af den afhænger ofte hele korets holdning og renhed, og det er derfor af stor vigtighed at have bassen stærkt og godt repræsenteret. I operaen skelner man mellem den alvorlige (seriøse) bas, hvis klangfarve er fuld og mægtig, ofte vægtig og tung, og buffo bas (den komiske bas), der som oftest er lettere eller lysere i klangen, mere bøjelig og letløbende.